# Brigitta Bulgari
Brigitta Bulgari (Sátoraljaújhely, Borsod-Abaúj-Zemplén; 29 de septiembre de 1982) es una DJ, modelo y ex actriz pornográfica húngara. Fue la Penthouse Pet de mayo de 2004 de la revista Penthouse. En 2010 inició su carrera como disc-jockey.

## Biografía
Brigitta Kocsis nació el 29 de septiembre de 1982 en Sátoraljaújhely, Borsod-Abaúj-Zemplén. Kocsis comenzó a modelar durante su primer año de universidad, donde estaba estudiando para ser abogada. Mientras modelaba se le acercaban muy a menudo con una oferta a fin de aparecer en películas para adultos. Más tarde decidió abandonar la escuela en Budapest tres años antes de su graduación cuando una agencia de Milán le ofreció viajar hasta allí para convertirse en modelo.
En 2003 Brigitta debutó como actriz pornográfica con la película titulada Fashion, donde también se incluye su primera escena de sexo con una mujer. Fue elegida Pet of the Month de mayo de 2004 por la revista Penthouse. Brigitta también fue elegida Playmate of the Year de la edición húngara de la revista Playboy en 2004.
En octubre de 2005, Bulgari se hizo célebre cuando se metió en medio del partido de fútbol italiano entre el Piacenza Calcio y el U.S. Catanzaro, vistiendo únicamente bragas y una corbata. Por ello fue arrestada, y luego de ser llevada a la estación de policía para ser interrogada, finalmente posó para una foto desnuda con el oficial de policía. Su notoriedad en Italia se disparó cuando apareció en numerosos reportajes de televisión y periódicos al día siguiente, y fue invitada a uno de los principales programas de televisión de Italia.

## Filmografía
| - Fashion (2003) - Life (2004) - Solution (2004) - High Class Eurosex 1 (2004) - High Class Eurosex 2 (2004) - Perfect Bunnys (2004) - Money Pleasure (2005) - Dietro da Impazzire 3 (2005) - High Class Eurosex 3 (2005) - High Class Eurosex 4 (2005) - High Class Eurosex 5 (2005) - Emotions (2006) - Top Model (2006) - Doppio Piacere 3 (2006) - Brigitta Fino in Fondo (2006) | - 2 Donne X 1 Uomo 1 (2006) - 2 Donne X 1 Uomo 4 (2006) - Double Delight 4 (2006) - Double Life of Candy (2006) - B Like Beautiful (2006) - Movie Star (2007) - Stammi Dietro (2007) - 2 Uomini per 1 Donna 2 (2007) - 2 Uomini per 1 Donna 3 (2007) - Dietro da Impazzire 10 (2007) - Tutto Su Brigitta (2008) - Spermabiester (2008) - Anal Pleasure (2009) - Rockin Hot Bitches (2010) |

## Premios y nominaciones
| Año  | Premio             | Resultado | Categoría                           | Película       |
| ---- | ------------------ | --------- | ----------------------------------- | -------------- |
| 2005 | Premios Eroticline | Ganadora  | Mejor recién llegada internacional  | —              |
| 2005 | Premios FICEB      | Nominada  | Premio Ninfa: Mejor estrella joven  | Solution       |
| 2006 | Premios AVN        | Nominada  | Artista femenina extranjera del año | —              |
| 2006 | Premios FICEB      | Nominada  | Premio Ninfa: Mejor actriz          | Money Pleasure |
| 2008 | Premios FICEB      | Nominada  | Premio Ninfa: Mejor actriz          | Movie Star     |